# Hippopsis minima
Hippopsis minima är en skalbaggsart som beskrevs av Maria Helena M. Galileo och Martins 1988. Hippopsis minima ingår i släktet Hippopsis och familjen långhorningar.
Artens utbredningsområde är Guyana. Inga underarter finns listade i Catalogue of Life.